# Conopyga
Conopyga là một chi bướm đêm thuộc họ Sesiidae.

## Các loài
- Conopyga metallescens  Felder, 1861